# Dolmens de la Limite
Les dolmens de la Limite sont deux dolmens situés à la limite des communes de Cazevieille et Mas-de-Londres, dans le département français de l'Hérault.

## Description
Les deux dolmens sont situés à la limite des communes Cazevieille et Mas-de-Londres d'où leur nom.
Le dolmen n°1 est du type dolmen à couloir en « q ». Le tumulus est complètement arasé, il mesure 13 m de diamètre. Le couloir mesure 7 m de long. Le dolmen est désormais ruiné. Il aurait été fouillé par P. Pannoux qui y aurait trouvé quelques perles.
Le dolmen n°2 est situé à environ 100 m au nord du dolmen n°1. Le tumulus mesure 5,60 m de diamètre sur 0,30 m de hauteur. le couloir est délimité par des  murets en pierres sèches. J. Bousquet a découvert dans la chambre des ossements et un objet tubulaire en bronze.